# The Henry Clay People
The Henry Clay People was een Amerikaanse indierock- en punkband, opgericht door de broers Joey en Andy Siara.

## Bezetting
- Andy Siara[2]
- Harris Pittman[3]
- Eric Scott[4] (drums)
- Joey Siara[5]
- Noah Green[6]

## Geschiedenis
Joey en Andy Siara begonnen in 2002 te spelen met Eric Scott onder de naam Vallejo by Knife, die ze in 2005 wijzigden in The Henry Clay People. Ze hadden verschillende keren getoerd door de Verenigde Staten en hadden opgetreden bij Lollapalooza, SXSW, Austin City Limits Festival, Coachella, Riot Fest, Sasquatch Music Festival en het Bunbury Music Festival. In maart 2010 maakte Eric Scott zijn rentree bij de band voor de Amerikaanse zomertournee in 2010 met Silversun Pickups en Against Me!.
Hun album Blacklist the Kid with the Red Moustache werd opgenomen in Portland en Montreal door Colin Stewart en Howard Bilerman en werd zelf uitgebracht in 2007. Hun volgende album For Cheap or For Free werd opgenomen in 2008 in Los Angeles door Dave Newton, Joe Napolitano en Matt Molchany in The Ship-studio in Eagle Rock en uitgebracht in november 2008 bij Autumn Tone Records, een indielabel opgestart door de muziekweblog Aquarium Drunkard. In maart 2010 maakten ze bekend dat hun volgende plaat zou worden uitgebracht op 8 juni bij TBD Records.
Ze brachten Somewhere on the Golden Coast uit bij TBD Records in juni 2010 en volgden de publicatie met een tournee door de Verenigde Staten met Silversun Pickups en Against Me!. In de herfst van 2010 toerden ze door de Verenigde Staten met de Drive-By Truckers, gevolgd door een tournee met The Dig als opening.
In april 2011 waren ze te gast bij de Sklar Brothers podcast Sklarbro Country met Amy Poehler. In dezelfde maand speelden ze bij het Coachella Valley Music and Arts Festival en brachten de ep This Is A Desert uit bij TBD Records.
In april 2012 maakten ze de titel en de publicatiedatum bekend van hun nieuwe volledige plaat Twenty-Five for the Rest of Our Lives, opgenomen, gemixt en mede-geproduceerd door Dan Long. In juni 2012 brachten ze Twenty-Five for the Rest of Our Lives uit bij TBD Records. Ze zijn de niet-officiële huisband van de Atlanta podcast Stuff You Should Know.
The Henry Clay People werden ontbonden in 2013 door een combinatie van argumenten. Joey Siara verhuisde naar Massachusetts voor het behalen van een diploma op de Harvard-universiteit. Eric Scott werd vader, Andy Siara ging terug naar school, Harris toerde met andere bands en Noah Green formeerde de band The Pretty Flowers. Ze speelden hun laatste show in augustus 2013 in Echo Park Rising in Los Angeles.

## Televisie en film
De band trad ook op in film en televisie. The Henry Clay People werden getoond in de film TiMER met twee van hun songs, voorkomend op de soundtrack. Joe en Andy beschreven 'Retch' en 'Zuckerman' als de kamergenoot en bandmaat van het karakter 'Mikey'. Hoe dan ook, in de film was de band bekend als Truckbeef, hetgeen de naam was van de productiemaatschappij. De song Elly Vs The Eczema Princess werd opgevoerd in een barscene in de film, maar werd Mom, Can I Call You Back? I Have to Dispose of the Body genoemd. De band werd in 2010 ook getoond in de aflevering Date Night van de tv-serie Parenthood. De band trad in de aflevering op als hunzelf en een gedeelte van de aflevering werd desbetreffend opgedragen aan de album publicatie-party van The Henry Clay People. De songs This Ain't a Scene en Working Part-Time werden gespeeld tijdens de show.

## Discografie
- 2003: Discover the Mystery and Eat It als Vallejo By Knife
- 2005: Birdman and (the) Squid
- 2007: Blacklist the Kid With the Red Moustache
- 2008: Working Part Time E.P.
- 2008: Working Part Time 7"
- 2008: LIVE [Mondays (at the Echo) Vol. 7 – February 4, 2008]
- 2008: For Cheap or for Free
- 2010: Somewhere on the Golden Coast
- 2011: This Is a Desert E.P.
- 2012: Twenty-Five For the Rest of Our Lives